# Альтах
Альтах (нім. Altach) — комуна (нім. Gemeinde) в Австрії, у федеральній землі Форарльберг. 
Входить до складу округу Фельдкірх. Населення становить 6512 чоловік (станом на 1 квітня 2007 року). Займає площу 5,36 км².

## Політична ситуація
Бургомістр комуни — Готфрід Брендле (за результатами виборів 2005 року).
Рада представників (нім. Gemeinderat) складається з 27 місць. 
- АНП займає 17 місць.
- СДПА займає 5 місць.
- Партія BL.A займає 5 місць.

## Галерея

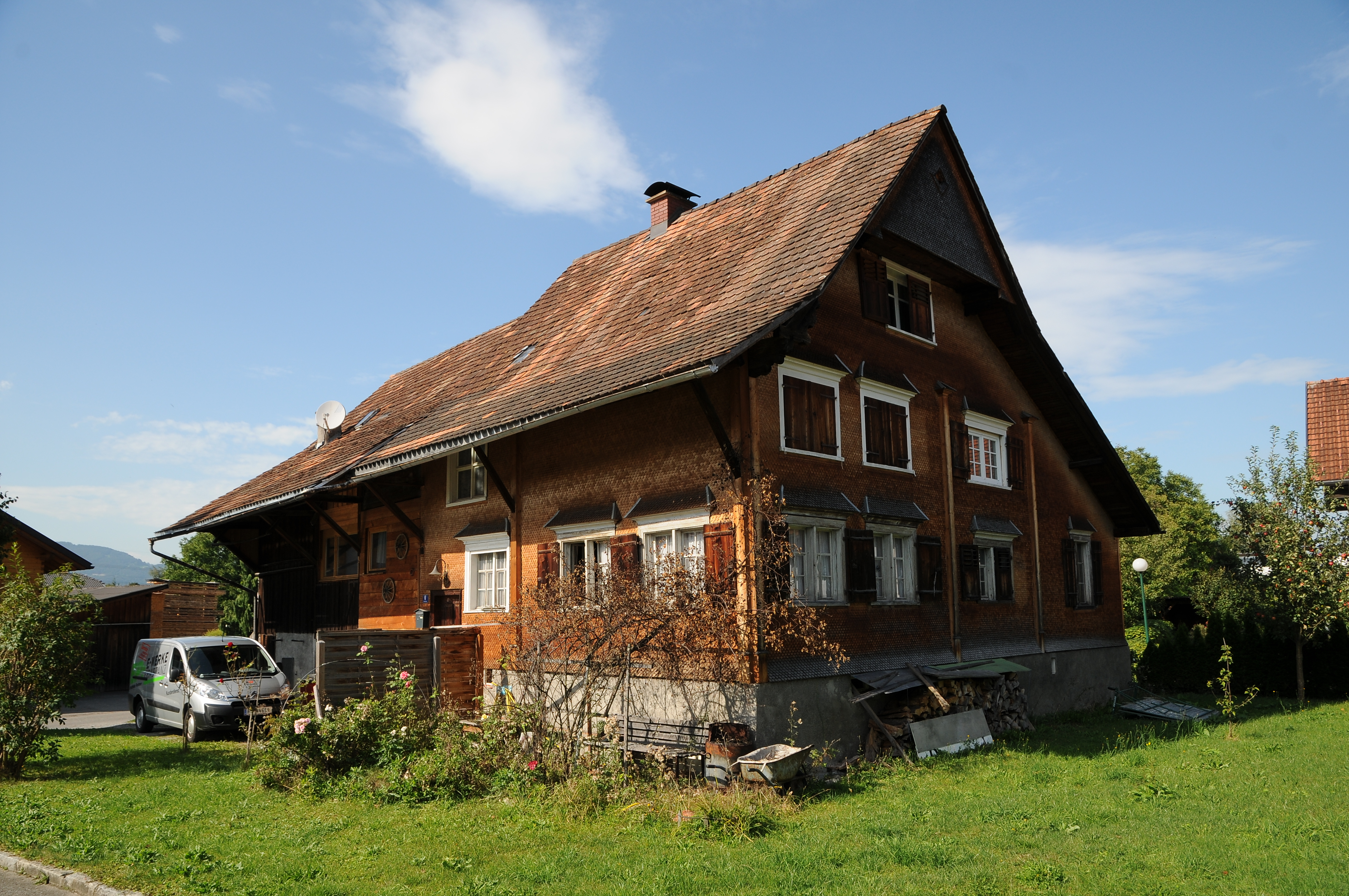
Будинок в Альтаху